# Соснинська сільська рада
| Соснинська сільська рада — адміністративно-територіальна одиниця у Іваничівському районі Волинської області з адміністративним центром у селі Соснина. Сільській раді підпорядковані населені пункти: - с. Соснина - с. Менчичі |

## Склад ради
Сільська рада складається з 16 депутатів та голови. Всі 100% депутатів нинішнього скликання є самовисуванцями. 

## Керівний склад сільської ради
| ПІБ                  | Основні відомості                                                                             | Дата обрання | Дата звільнення |
| -------------------- | --------------------------------------------------------------------------------------------- | ------------ | --------------- |
| Синюк Марія Іванівна | Сільський голова, 1968 року народження, освіта                                                | 26.03.2006   | 31.10.2010      |
| Синюк Марія Іванівна | Сільський голова, 1968 року народження, освіта середня спеціальна, член партії «Наша Україна» | 31.10.2010   |                 |

Примітка: таблиця складена за даними джерела

## Населення
Населення сільської ради згідно з переписом населення 2001 року становить 1,075 осіб, площа — 20.95 км², щільність — 51.3 осіб/км². 
| Населенні пункти  | 2001 рік | 1989 рік |
| ----------------- | -------- | -------- |
| Менчичі           | 474      | 680      |
| Соснина           | 601      | 1100     |
| Сукупне населення | 1,075    | 1,780    |